# Championnat de Languedoc-Roussillon de cross-country
Le Championnat de Languedoc-Roussillon de cross-country est la compétition annuelle de cross-country désignant le champion de la ligue de Languedoc-Roussillon de la discipline. Il est qualificatif pour le Championnat d'Occitanie de cross-country.

## Palmarès cross long hommes
- 2002 : Cédric Dehouck
- 2004 : Laurent Vapaille
- 2005 : Damien Rouquet
- 2007 : Ahmed Ezzobayry
- 2008 : Augusto Gomes
- 2009 : Ludovic Pages
- 2010 : Étienne Diemunsch
- 2011 : El Hassan Lahssini
- 2012 : Vincent Boucena Badon
- 2013 : Ahmed Ezzobayry
- 2014 : Khalid Zoubaa
- 2015 : Christopher Berraho
- 2016 : Christopher Berraho
- 2018 :	Abdelhamid Zerrifi
- 2019 : Maël Alric
- 2020 : El Hassane Ben Lkhainouch

## Palmarès cross long femmes
- 2002 : Laure Gervais
- 2004 : Annie Troussard
- 2005 : Catherine Boulet
- 2007 : Ouidad El Farisse
- 2008 : Christine Bardelle
- 2009 : Delphine Py-Bilot
- 2010 : Christine Bardelle
- 2011 : Christine Bardelle
- 2012 : Ouidad El Farisse
- 2013 : Caroline Lopez
- 2014 : Laura Sagnard
- 2015 : Audrey Merle
- 2016 : Caroline Lopez
- 2018 : Manon Pareau
- 2019 : Emmie Charayron
- 2020 : Aurélie Dupouy